# Amphiprion bicinctus
Amphiprion bicinctus (лат.) — вид лучепёрых рыб из семейства помацентровых (Pomacentridae).
Территориальный и агрессивный вид, живущий парами среди стрекательных щупальцев актиний, предоставляющих ему защиту от хищников. Питается водорослями, беспозвоночными и остатками пищи актинии. Раскраска яркая, основной цвет жёлто-оранжевый с двумя белыми полосами. Длина до 14 см. В сообществе кораллового рифа существуют в симбиозе с актиниями (морскими анемонами) видов Entacmaea quadricolor, Heteractis aurora, H. crispa, H. magnifica и Stichodactyla gigantea. Протандрический гермафродит. Переопределение пола самца может произойти после гибели всех рядом обитающих самок.

## Места обитания
Amphiprion bicinctus является единственным видом клоун-рыбы, обитающим в рифах Красного моря. Он также присутствует в Аденском заливе и у островов архипелага Чагос на глубине до 30 м.
Возможно содержание в морских аквариумах.